# 록맨 클래식스 컬렉션
《록맨 클래식스 컬렉션》(ロックマン クラシックス コレクション)은 디지털 일립스가 개발하고 캡콤이 발매한 비디오 게임 합본이다. 《록맨 1》부터 《록맨 6: 사상 최고의 싸움!!》까지 패미컴으로 발매된 여섯 작품을 모왔다.
2015년 8월 25일에 북미와 유럽 지역에서 플레이스테이션 4, 엑스박스 원과 마이크로소프트 윈도우로 최초 발매됐으며, 이후 2016년 2월 23일 닌텐도 3DS 판의 출시와 함께 동아시아 지역에도 소개됐다. 서구권에선 《메가맨 레거시 컬렉션》(Mega Man Legacy Collection)라는 이름으로 발매됐다.

## 게임플레이
패미컴으로 발매된 록맨 여섯 작품 외에 주어진 임무에 도전하는 '챌린지 모드'와 록맨 관련 자료와 고해상도 이미지들을 열람할 수 있는 '뮤지엄 모드'가 포함돼있다.

## 같이 보기
- 《록맨 클래식스 컬렉션 2》
- 《록맨 X 애니버서리 컬렉션》
- 《록맨 제로 & ZX 더블 히어로 컬렉션》